# Edgar Springs
Edgar Springs é uma cidade localizada no estado americano de Missouri, no Condado de Phelps.

## Demografia
Segundo o censo americano de 2000, a sua população era de 190 habitantes.
Em 2006, foi estimada uma população de 187, um decréscimo de 3 (-1.6%).

## Geografia
De acordo com o United States Census Bureau tem uma área de
1,3 km², dos quais 1,3 km² cobertos por terra e 0,0 km² cobertos por água. Edgar Springs localiza-se a aproximadamente 368 m acima do nível do mar.

## Localidades na vizinhança
O diagrama seguinte representa as localidades num raio de 28 km ao redor de Edgar Springs.